# Айран
Айра́н (тур. ayran), або ар'я́н — популярний у тюркських народів (турків, татар, казахів та ін.) літній охолоджуючий кисломолочний напій. Це йогурт, розведений водою, іноді з додатком солі, кропу, яблук та ін.

## Назва
В кухнях народів Середньої Азії, Казахстану, Закавказзя, Башкирії, Татарії, Бурятії, Калмикії, Туви широко використовуються різні вироби з молока і молочні продукти для приготування супів, м'ясних і молочних страв. Ці вироби готують зазвичай домашнім способом і використовують їх не лише як напівфабрикати, але і як самостійну страву з хлібом. Більшість з них виходять за допомогою закисання молока, причому прийоми у всіх тюркомовних народів подібні.
Такими є катик, тарак, сузьма, курт, айран, каймак.
Айран (назва однакова для більшості народів Середньої Азії та Закавказзя), «сузме чал» (туркмен.), «шалап» (Казахи.), «чалап» (киргиз.)
У туркменів айраном називають суміш сколотину (рос. пахта), отриманого від збивання масла з катика, з водою.

## Приготування напою

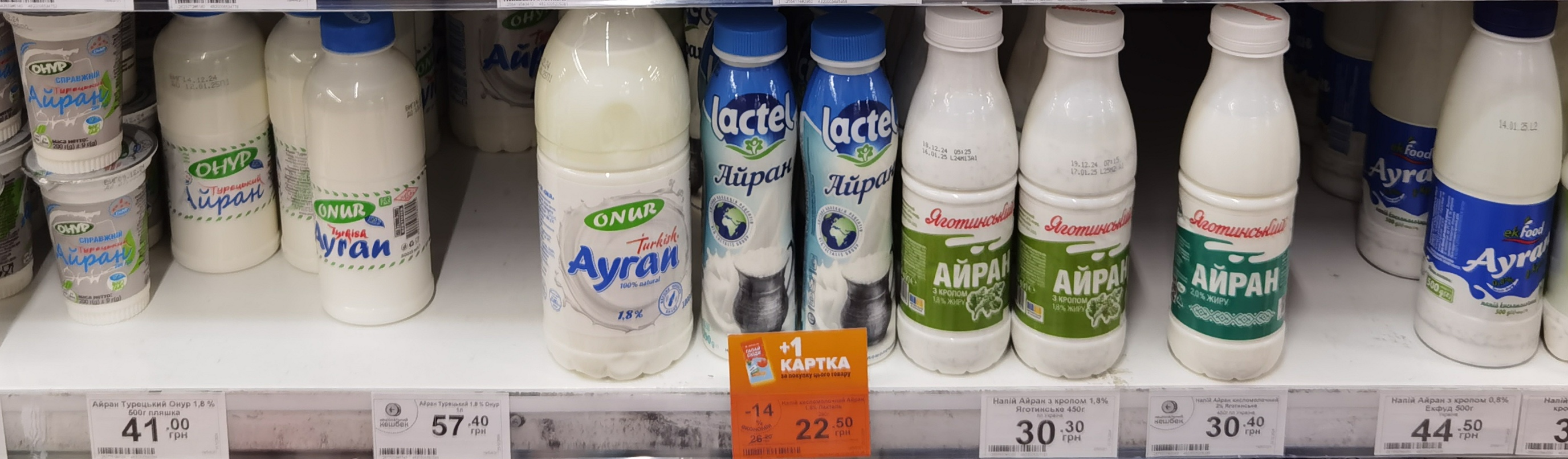
Айран на полицях

Для виготовлення айрану використовують пастеризоване або знежирене молоко заквашене чистими культурами молочного стрептокока, болгарської палички і дріжджів. Після закінчення сквашування, додають сіль і згусток перемішують до однорідної консистенції. Пляшка до половини наповнюється перемішаним згустком і доливається прокип'яченою і охолодженою (10 °С) питною водою, попередньо газованою. Пляшку закорковують пробкою і вміст її достигає при 10 °С і зберігається до використання. Готовий продукт — це слабосолений газований напій з легким присмаком дріжджів. Жиру в ньому — 1,4 % (жирний), солі — 1,5–2 %, кислотність — 100–150 °Т. Оскільки айран є продуктом змішаного молочнокислого і спиртового бродіння, то за своїми властивостями він близький до кумису, але має густішу консистенцію. Витриманий айран містить до 0,6 % спирту.

### За Похльобкіним
Айран готується з катика або сузьми, змішаних з холодною кип'яченою водою, а найкраще з джерельною, яку в міських умовах можна замінювати мінеральною водою з додаванням шматочків льоду. Вода може становити в айрані від 30 до 50 %. У різних районах дотримуються різних співвідношень, проте найкращим вважається все ж айран, в якому вода становить не більше 1/3, а лід трохи менше 1/10 катика.
Спочатку в посуді ретельно розмішують катик, а потім поступово вливають воду, безперервно помішуючи, отриманий айран готовий до вживання. Його можна потримати в холодному місці після приготування не більше 1 год, перед вживанням необхідно збовтати.
Оскільки в різних місцях Кавказу та Середньої Азії катик і сузьму готують з різних видів молока (коров'ячого, овечого, козячого, буйволячого, верблюдячого) і в різних співвідношеннях змішують ці продукти з водою, то смак і консистенція айрану в різних народів трохи різні. Айран з сузьми, особливо якщо вона не перекисла, вважається кращим, він зазвичай приємніший на смак і за консистенцією.